# Ivan Sukno
Ivan Sukno, (Dubrovnik, 5. veljače 1985.), hrvatski vaterpolist.
Trenutačno igra za VK Jug iz Dubrovnika na poziciji napadača. Nakon što je prošao Jugovu školu vaterpola nekoliko sezone je proveo na posudbi u Gusaru iz Mlina i Šibeniku. Njegov mlađi brat Sandro Sukno također brani boje dubrovačkog Juga.